# Alois Senefelder

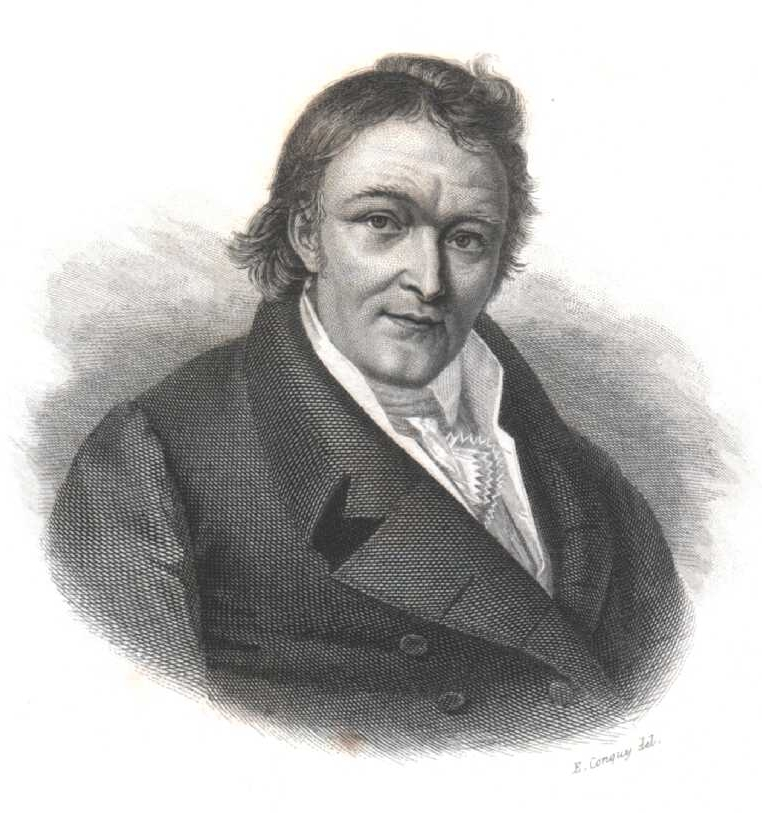
Alois Senefelder

Johann Alois Senefelder (Praag, 6 november 1771 – München, 26 februari 1834) was een Beiers graficus en toneelspeler, maar hij is op de eerste plaats bekend als de uitvinder van de steendruk of lithografie (1796).
In 1818 publiceerde Senefelder zijn boek Volständiges Lehrbuch der Steindruckery, waarin hij zijn mislukkingen en successen gedurende de zoektocht naar zijn uitvinding beschrijft. Het boek bevat ook recepten en aanwijzingen voor aspirant steendrukkers. In 1819 volgden een Engelse en Franstalige versie en in 1824 een verkorte editie in het Italiaans.
Een Nederlandse vertaling door H.C.O. Nagel verscheen in 1929 onder de titel Het wezen van den steendruk, uitgegeven door de Vereeniging Amsterdamsche Grafische School.
In het Nederlands Steendrukmuseum te Valkenswaard wordt de ontdekking van de lithografie en steendruk belicht, en het maatschappelijk belang van de uitvinding van Alois Senefelder. Er is ook een exacte replica van zijn eerste drukpers te zien. Ook het Nationaal Museum van de Speelkaart in Turnhout toont een aantal prachtige steendrukpersen.

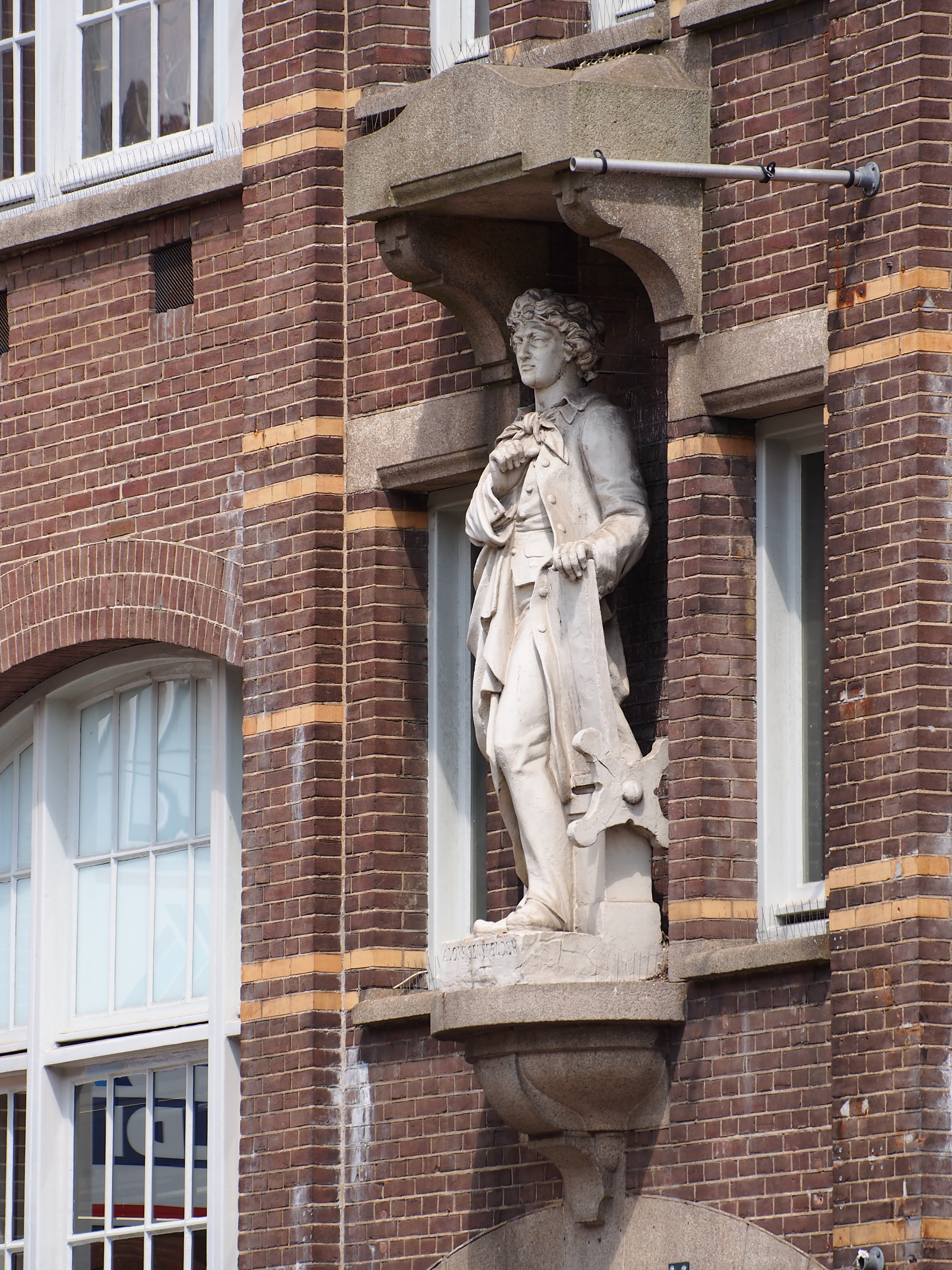
Beeld van Alois Senefelder (juli 2016)

In de gevel van de voormalige drukkerij Senefelder aan de Admiraal de Ruijterweg 56 te Amsterdam, staat één-hoog een stenen beeld van de uitvinder.